# Renazé
Renazé is een gemeente in het Franse departement Mayenne (regio Pays de la Loire). De plaats maakt deel uit van het arrondissement Château-Gontier. Renazé telde op 1 januari 2022 2.506 inwoners.
Oud-wielrenner en tegenwoordig ploegleider van La Française des Jeux Marc Madiot is hier geboren. Ook Maïté Duval, beeldhouwster en tekenaar, is hier geboren.

## Geografie
De oppervlakte van Renazé bedroeg op 1 januari 2022 16,72 vierkante kilometer; de bevolkingsdichtheid was toen 149,9 inwoners per km². 

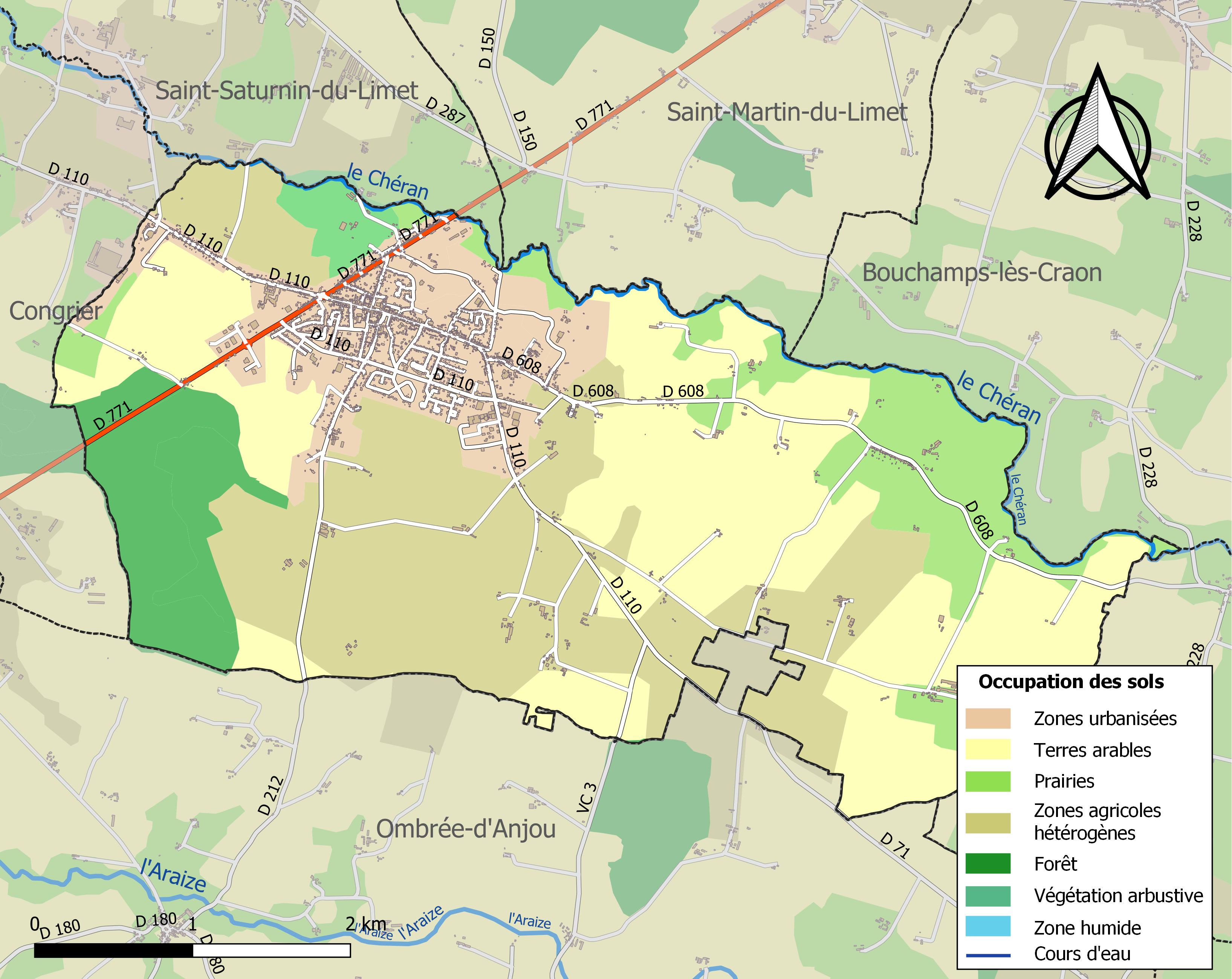
Kaart van de gemeente met de belangrijkste infrastructuur, bodemgebruik en omliggende gemeenten

## Demografie
Onderstaande figuur toont het verloop van het inwonertal (bron: INSEE-tellingen).

## Sport
Renazé was één keer etappeplaats in de wielerkoers Ronde van Frankrijk. In 1987 won de Nederlander Adrie van der Poel er de etappe.

## Geboren
- Maïté Duval (1944-2019), Nederlands beeldhouwster en tekenares
- Marc Madiot (1959), wielrenner en ploegleider
- Yvon Madiot (1962), wielrenner en ploegleider